# József Háda
József Háda (Budapest, 2 de març de 1911 - Budapest, 11 de gener de 1994) fou un futbolista hongarès de la dècada de 1930.
Fou internacional amb la selecció d'Hongria, amb la qual participà en els Mundials de 1934 i 1938. Pel que fa a clubs, defensà els colors del Ferencvárosi TC.